# Kalle Schwensen

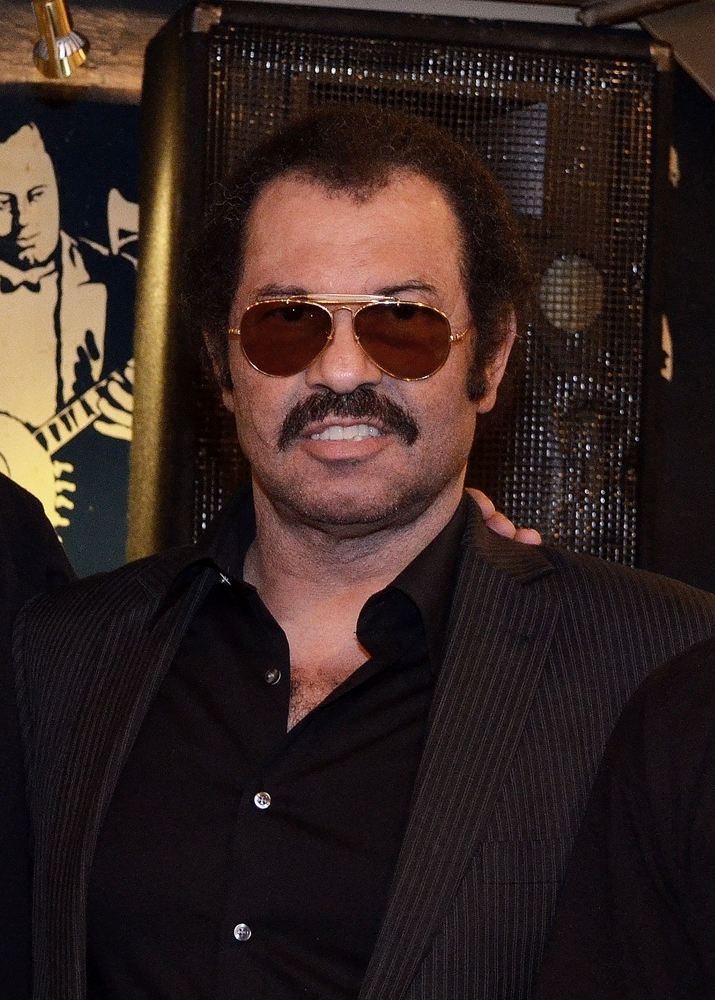
Kalle Schwensen (2012)

Karl Heinz „Kalle“ Schwensen (* 30. August 1953 in Selb) ist ein deutscher Unternehmer, der sich als „Kiezgröße“ des Rotlichtmilieus in Hamburg einen Namen machte. Er galt als Mitglied der Chikago-Bande.

## Leben
Schwensen, Sohn eines afroamerikanischen Soldaten und einer Deutschen, stammt aus Oberfranken. Im Alter von zwölf Jahren zog er mit seinen Eltern nach Norddeutschland. In seiner Jugend (im Alter von 16 bis 18 Jahren) boxte er zwei Jahre lang in einem Amateurboxverein und war eigener Angabe nach Hamburger Juniorenmeister. Er begann eine Lehre zum Feinmechaniker, die er abbrach. In der Diskothek Cleopatra im Stadtteil Bramfeld arbeitete er als Kellner und wurde 1974 Geschäftsführer des Lokals. Bald darauf wurde er im Stadtteil St. Pauli tätig. Im August 1996 berichtete das Hamburger Abendblatt: „Früher war Schwensen der Geldeintreiber vom Kiez. Er fing klein an, vor 20 Jahren, für die Paten von St. Pauli.“
Schwensen, dessen Markenzeichen Schnauzbart und Ray-Ban-Pilotenbrille sind, war in einer Grundstücks- und Vermögensverwaltung auf St. Pauli tätig. Er war Inhaber des Lokals B'sirs; von 1984 bis Ende 1994 war er Betreiber des Top Ten Club.
Im Dezember 1986 wurde Schwensen bei einer Großrazzia auf St. Pauli festgenommen. Bereits seit dem 21. Oktober bestand ein Haftbefehl gegen ihn, da er in Verdacht stand, an der Beschaffung der Waffe beteiligt gewesen zu sein, mit der Werner Pinzner Ende Juli 1986 seine Frau, einen Staatsanwalt und sich selbst erschoss. Das Hamburger Abendblatt beschrieb Schwensen als „einflussreichen Geschäftsmann“, er sei „einer der ganz Großen auf dem Hamburger Kiez“.
Im Oktober 1989 wurde er vom Landgericht Hamburg zu einer Freiheitsstrafe von drei Jahren und drei Monaten verurteilt. Das Gericht sah es als erwiesen an, dass Schwensen gemeinsam mit Reinhard Klemm und Holger Sass die Waffe vom Typ Smith & Wesson, Kaliber 38 für Pinzner besorgt hatte; Schwensen bestritt seine Beteiligung. Da die Untersuchungshaft angerechnet wurde und die drei Angeklagten bereits im Juli 1989 vom Gericht Haftverschonung erhalten hatten, blieben sie zunächst auf freiem Fuß und mussten dann 1991 in Haft.
Schwensen bezeichnete seine berufliche Tätigkeit bisweilen als Berater und Kaufmann. Mit Berufung auf den Bundesanzeiger berichtete das Hamburger Abendblatt im August 1996, dass Anfang 1996 die Eröffnung von Konkursverfahren gegen Schwensen und gegen sein Unternehmen Empire mangels Masse abgelehnt worden seien. Er betätigte sich im Berufsboxen; 1996 und 2017 sorgte er für Aufsehen, weil von Schwensen großangelegte Boxveranstaltungen in Hamburg abgesagt wurden.
Am 23. August 1996 wurde Schwensen in einem Restaurant im Hamburger Mittelweg angeschossen. Er wurde von zwei Kugeln im Oberkörper getroffen. Zwei der drei geflüchteten Täter wurden später identifiziert. Die Strafverfolgungsbehörde ging davon aus, dass ihm im Zusammenhang mit Warentermingeschäften ein Denkzettel verpasst werden sollte. Schwensen ließ sich am Tatort vom Notarzt seine Sonnenbrille aufsetzen – das Bild des bei der Verfrachtung in den Krankenwagen auf der Trage liegenden Schwensen mit Victory-Zeichen gingen bundesweit durch die Boulevardmedien.
In der Folge Monster der Serie Doppelter Einsatz spielte Schwensen 1997 einen Schläger, in dem Thriller Das Miststück 1998 die Rolle des Neger-Kalle, und in dem Musical Half Empty von 2006 den Kalle.
Schwensen war für die Versöhnung der Band Tic Tac Toe verantwortlich und fungierte bis zur erneuten Auflösung im Januar 2007 als Manager. In dem Video Dein Herz schlägt schneller der Gruppe Fünf Sterne deluxe sowie in der Episode 72 der WDR-Comedyserie Dittsche trat er als Gaststar auf; deren Erstausstrahlung war am 11. März 2007.
Im Mai 2008 eröffnete Kalle Schwensen offiziell seine Agentur Talent-Casting K1 in Hamburg-St. Georg, die im Vorfeld von zahlreichen Prominenten beworben wurde. Im Jahr 2010 übernahm er den SM-Club Club de Sade. Nach eigener Aussage benutzt er die Geräte auch selbst.
2012 spielte er in der Comedy-Serie Krass! sich selbst. Am 20. Januar 2013 war er Gast und Gastgeber in der Fernsehsendung Das perfekte Promi-Dinner des Fernsehsenders VOX, wo er nicht, wie in der Serie gewohnt, die Gäste bei sich zu Hause empfing, sondern in seinem SM-Club Das Verlies. 2018 wurde er Moderator der Sendung Kalles Halbzeit im Verlies, in der es hauptsächlich um den Hamburger Amateurfußball geht. Die zunächst im Internet gezeigte Sendung wurde ab Oktober 2020 im Stadtfernsehsender Hamburg1 ausgestrahlt.
2023 spielte Schwensen in Til Schweigers Fortsetzungsfilm Manta Manta – Zwoter Teil den Chef einer Strandbar.

## Früherer Spitzname
Schwensen wurde früher auf dem Kiez Neger-Kalle genannt und auch in verschiedenen Medienberichten so betitelt. Aufgrund der rassistischen und diskriminierenden Konnotation der Bezeichnung verwahrt sich Schwensen inzwischen juristisch gegen diesen Spitznamen.